# ماریا کونترراس-سوئیت
ماریا کونترراس-سوئیت (انگلیسی: Maria Contreras-Sweet؛ زادهٔ ۱۹۵۵) یک مدیر عامل اجرایی اهل ایالات متحده آمریکا است. او در کابینهٔ رئیس‌جمهور باراک اوباما به عنوان رئیس سازمان کسب‌وکارهای کوچک خدمت کرد.